# Суао

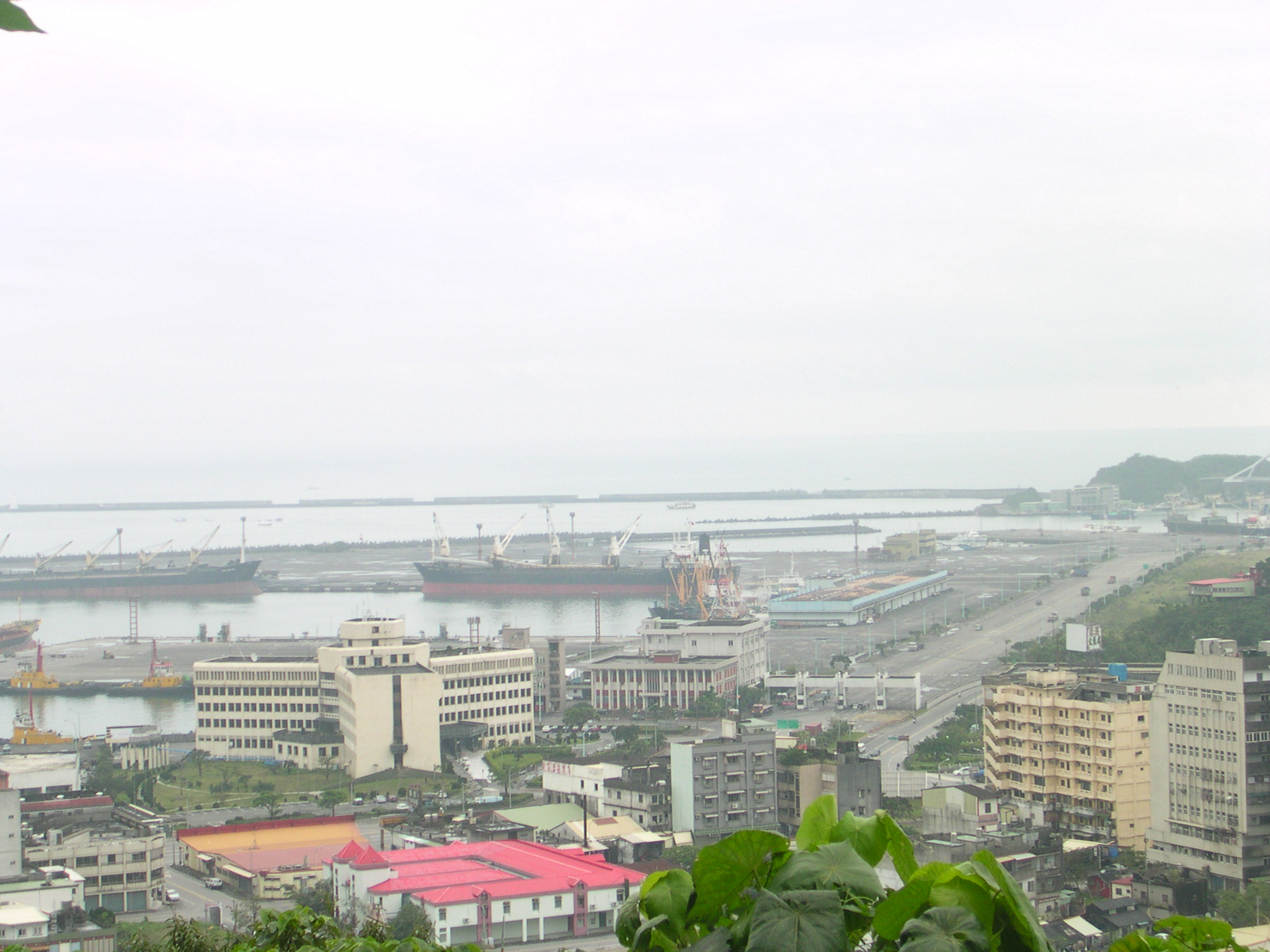
Корабли в гавани Суао

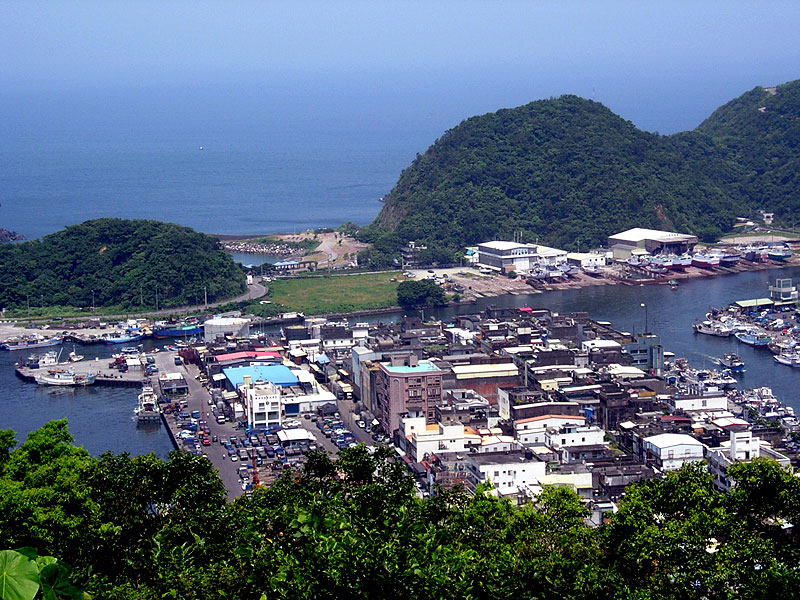
Порт Суао

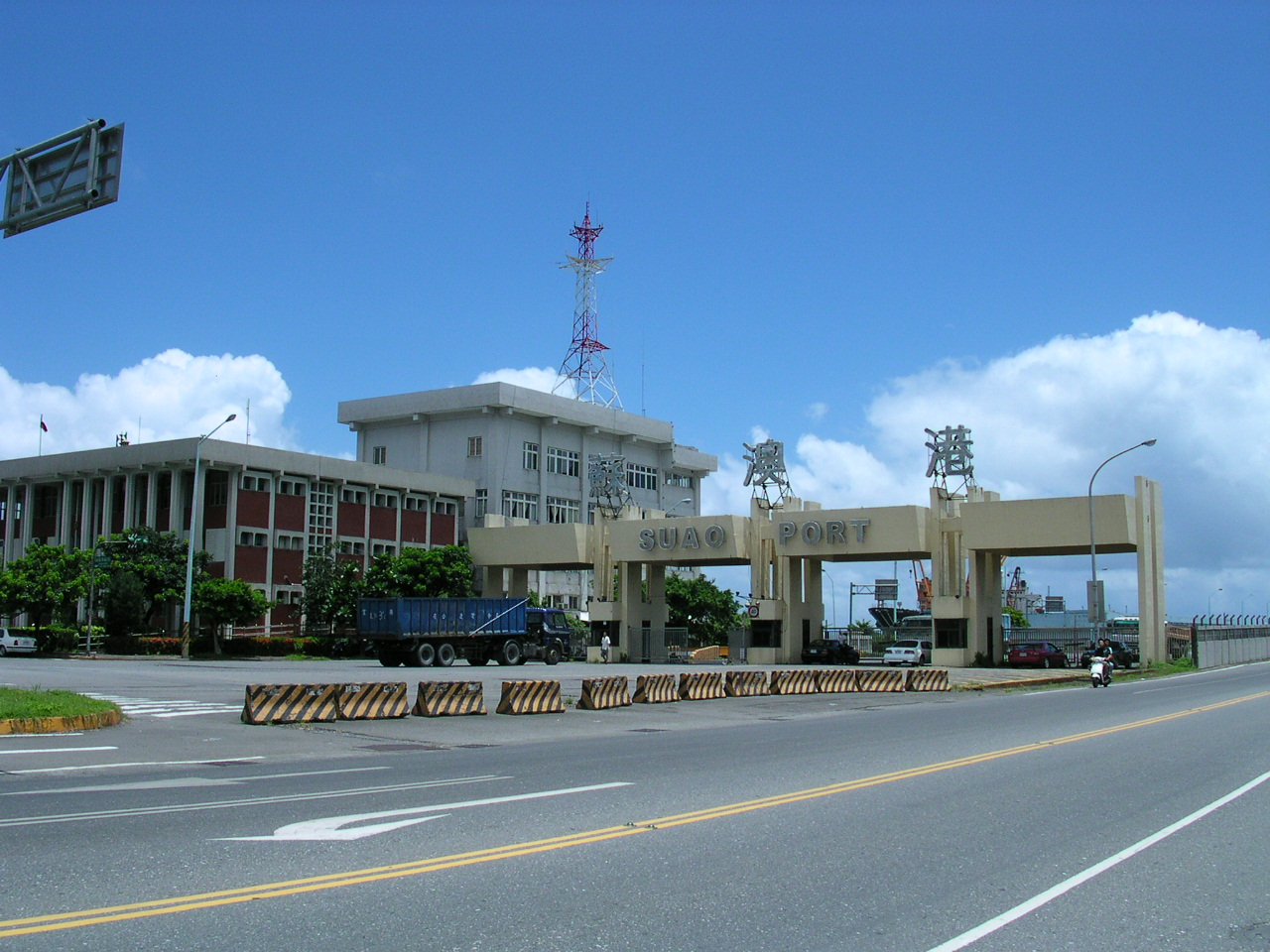
Порт Суао

Суао (кит. упр. 蘇澳, пиньинь Sūào, палл. су ао) — город-порт на юге уезда Илань, на острове Тайвань. Город знаменит своими холодными минеральными источниками и рыбными ресторанами.
В 1975-1976 гг. здесь началось строительство морского порта Суао с волноломом, причалами и складами.
К городу подходит национальная автодорога 5 и железная дорога Северной линии.
Город располагается у двух гаваней — порт Суао и порт Наньфан-ао, который является самым крупным рыболовецким портом на Тайване.